# Erythroxylum mucronatum
Erythroxylum mucronatum är en tvåhjärtbladig växtart som beskrevs av George Bentham. Erythroxylum mucronatum ingår i släktet Erythroxylum och familjen Erythroxylaceae. Inga underarter finns listade i Catalogue of Life.